# یودنهیم
یودنهیم (به آلمانی: Udenheim) یک شهر در آلمان است که در راینلاند-فالتس واقع شده‌است.

## خصوصیات
یودنهیم ۷٫۹۷ کیلومترمربع مساحت دارد ۱۵۹ متر بالاتر از سطح دریا واقع شده‌است.